# Геологическая служба Северного Рейна-Вестфалии

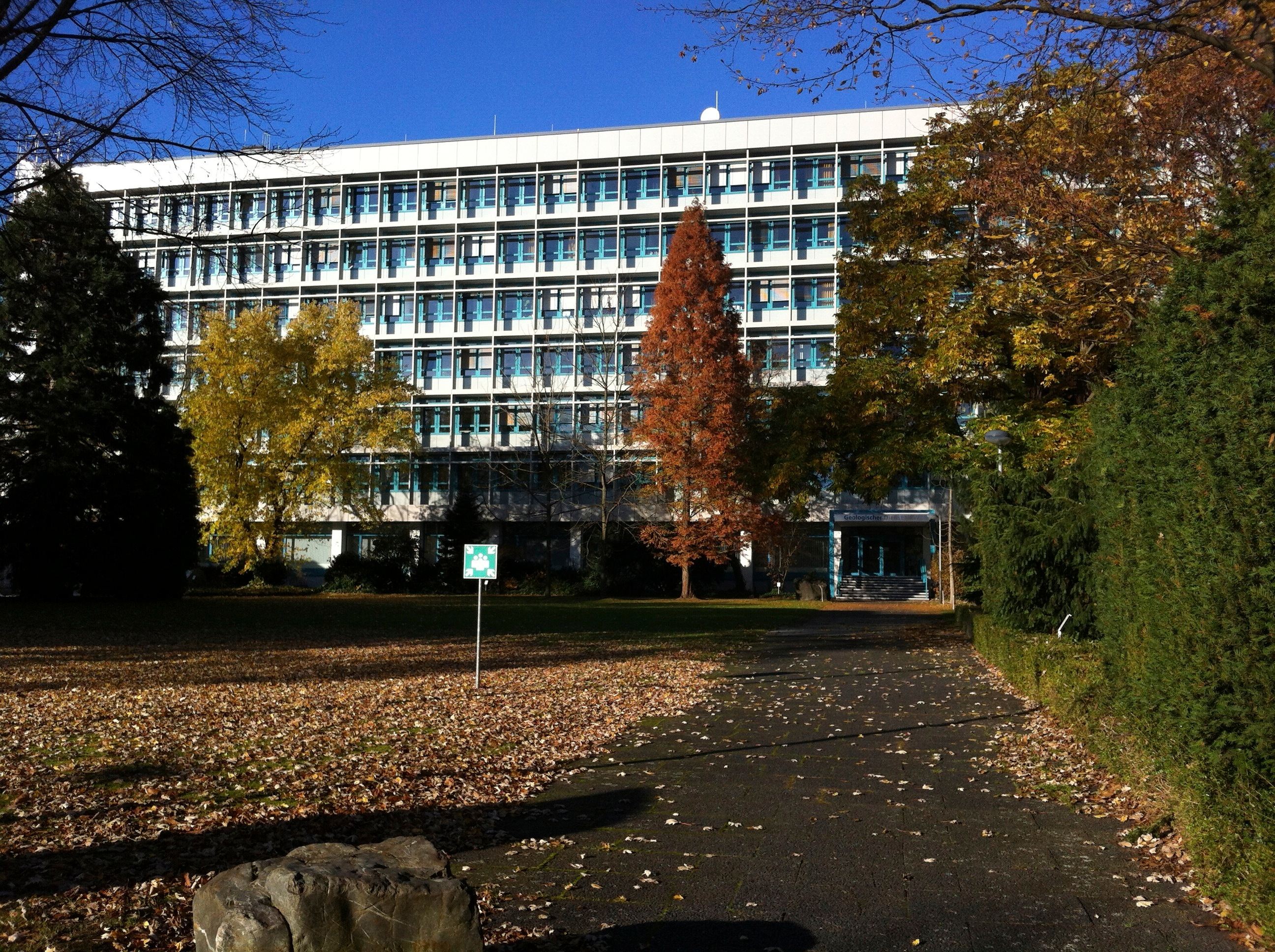
Здание главного офиса Геологической службы СР-В в Крефельде.

Геологическая служба Северного Рейна-Вестфалии (нем. Geologischer Dienst Nordrhein-Westfalen, коротко GD NRW) — центральное геологическое научное учреждение земли Северный Рейн-Вестфалия (Германия) в составе министерства экономики, энергии, промышленности, предприятий мелкого и среднего бизнеса и профессий (прежнего министерства экономики, энергии, строительства, жилья и транспорта) (Ministerium für Wirtschaft, Energie, Bauen, Wohnen und Verkehr des Landes Nordrhein-Westfalen).

## Задачи
Геологическая служба Северного Рейна-Вестфалии исследует геологические ресурсы территории СР-В и оценивает возможности их использования и охраны. Она  отслеживает пространственные данные для решения вопросов о наличии полезных ископаемых, подземных вод и источников тепла, а также производит оценку возможных геологических рисков и разрабатывает методы и практические способы защиты от них. В обязанности Геологической службы входит специальное гео-картирование и составление цифровых геоинформационных систем, хранение геологических и почвенных архивов, в том числе более 20 тысяч кернов, поднятых при бурении на территории СР-В и их научная обработка. Геологическая служба Северного Рейна-Вестфалии поддерживает собственную сеть cейсмических станций в Нижнерейнской низменности.

## История
Первые горнорудные учреждения появились в Бонне и Дортмунде в первой половине XIX века. В 1855—1865 годах под руководством главного горного инженера Бонна Генриха фон Дехена была разработана первая геологическая карта региона в масштабе 1: 80 000 под названием «Геологическая карта Рейнской провинции и провинции Вестфалия с прилегающими территориями».
Систематические геологические исследования территории современной СР-В начались после 1873 года, когда в Берлине было организовано Королевское Прусское геологическое земельное учреждение (Preußische Geologische Landesanstalt), перед которым была поставлена задача геологического исследования всей территории и созданием листов геологической карты масштаба 1: 25 000, совпадающих границами с листами топографической карты того же масштаба. Полевые и камеральные работы первоначально развернулись в окрестностях Дортмунда-Изерлона (Рейнские Сланцевые горы), а также в окрестностях Ахена, Семигорья (Зибенгебирге) и в Эггегебирге (Eggegebirge). Первые листы геологической карты были отпечатаны в 1904 году (4318 Эттельн (Etteln) (Борхен), 4319 Лихтенау и 4419 Кляйненберг (Kleinenberg (Lichtenau)). Одновременно исследовались почвенные разрезы, то есть создавались практически геолого-почвенные карты. К картам прилагались пояснительные записки в виде брошюр с изложением истории геологического развития территории, буровыми и почвенными профилями. К 1945 года опубликованными листами было покрыто 2/3 территории современного Северного Рейна-Вестфалии.
Вскоре после окончания Второй мировой войны геологические исследования были продолжены. В 1946 году исследования почвенного покрова, опиравшиеся на опыт предыдущих десятилетий, были продолжены и в 1948 году в Ганновере было создано учреждение по их исследованию, ныне — Федеральное управление по наукам о земле и полезным ископаемым (Bundesanstalt für Geowissenschaften und Rohstoffe). 1 апреля 1957 года официально открылось земельное Геологическое учреждение Северного-Рейна-Вестфалии (Geologische Landesamt NRW, коротко — GLA NRW), в которое на первых порах входило 139 сотрудников. Центральный офис был открыт в Крефельде. В 1969 году геологическое управление переехало в нынешний комплекс зданий по улице Де-Грайфф-Штрассе (De-Greiff-Straße). Главными направлениями деятельности нового геологического управления стали поиски источников энергии и полезных ископаемых для бурно развивавшейся экономики Северного Рейна-Вестфалии.
Промышленность и транспорт требовали сырья —  нефти и газа. С целью исследования глубоких слоёв земной коры в Мюнстерланде (Вестфалия) была пробурена самая глубокая скважина на тот момент в Европе, получившая название «Мюнстерланд 1», достигшая отметки — 6000 метров. В 1960-е годы начались активные изыскания на торий и уран для целей новой атомной электроэнергетики. Инженерам геологам было дано задание для проектировки подземных линий скоростного трамвая в Рурском регионе. Другие геолого-инженерные работы были направлены на создание резервуаров питьевой воды (строительство новых водохранилищ, которые ныне дают 20 % питьевой воды СР-В). В 1961 году, в связи со значительными объёмами инженерных работ, стали использоваться электронные вычислительные устройства со специальным программным обеспечением. Тогда же было принято решение о начале систематических исследований в области геофизики и создании сети сейсмических станций. Было продолжено изданий недостающих геологических карт масштаба 1:25 000 и начались работы по изданию более крупномасштабных специальных карт в масштабе 1:5 000. К концу 1960-х годов численность сотрудников геологического управления достигла 218 человек, из них 87— ученых-исследователей со степенями кандидатов и докторов наук.
70-е годы начались с острого экологического и энергетического кризиса. В 1971 году на федеральном уровне была проведена конференция директоров земельных геологических управлений и поставлена новая задача — создать каталог новых направлений работ, направленных на сохранение окружающей среды при одновременном увеличении добычи бурого угля открытым способом (в первую очередь это касалось геологического управления СР-В, на территории которого уже проектировались гигантские карьеры по добыче бурого угля открытым способом и глубиной до 400 метров к западу от Рейна между Кёльном и Нойсом). В 1978 году начались вскрышные работы на первом гигантском карьере Хамбах (Tagebau Hambach), площадью 85 км², расположенном на Юлих-Цюльпихской плодородной равнине (Jülich-Zülpicher Börde). В связи с неконкурентоспособностью добычи каменного угля по сравнению с нефтью и газом, перед управление была поставлена задача консервации закрывающихся угольных шахт. Остро встал вопрос рекультивации земель. Начались новые геотектонические исследования, связанные с подвижками земной коры, вызванные крупными объёмами добычи полезных ископаемых. Разработка месторождений нефти и газа в Северном море и её транспортировка в СР-В потребовала новых исследований с целью поиска подземных пустот для хранения новых энергоносителей и химического сырья. Необходимые буровые, гидрогеологические и гидроизоляционные работы были проведены в регионах Гронау-Епе и Ксантене, где имелись пустоты, связанные с добычей солевых растворов. Началось гидрогеологическое картирование СР-В в масштабе 1:50 000 и инженерно-геологическое картирование в масштабе 1:25 000. В связи с катастрофическим наводнением на реке Липпе в 1965 году, унёсшим жизни людей, геологическое управление в 70-е годы принимало участие в создание сети крупных резервных природных ёмкостей для временного заполнения речными водами в пики наводнений в долине Липпе. Гео-техническим ноу-хау геологического управление стала разработка новой системы депонирования промышленных и бытовых отходов, для которых в настоящее время нет технологий полной переработки. Эта гео-технология обеспечивает полную гидроизоляцию отходов и постоянный экологический контроль за процессами как в самих отходах, так и в окружающем пространстве. Первое депонирование по новой технологии было произведено в Вуппертале. Без предварительных геологических изысканий стало невозможным открытие новых кладбищ и санация старых.

## Печатные издания
- GD report, 2017/1 Периодическое издание Геологической службы, 2017, №1, 60 страниц. Посвящено 60-летию основания службы.  (нем.)

## Электронные ссылки
- * Веб-портал Геологической службы СР-В